# 沙龍 (加利福尼亞州)
沙龍（英語：Sharon）是位於美國加利福尼亞州馬德拉縣的一個非建制地區。該地的面積和人口皆未知。

## 地理
沙龍的座標為37°05′53″N 120°07′48″W / 37.09806°N 120.13000°W，而該地的平均海拔高度為90米（即295英尺）。